# Герау II де Кабрера
Хиральдо (Герау) II де Кабрера (исп. Giraldo II de Cabrera; ок. 1066—1132) — каталонский дворянин позднего средневековья. Он носил титулы виконта Жироны, виконта Бахо-Урхеля и сеньора Кабреры. Хотя де-факто он известен как виконт Кабреры (титул, который в конечном итоге заменит титул виконта Жироны) и виконт Ажера (имя, которое считалось синонимом виконта Бахо-Урхеля).

## Биография
Сын Понсе I де Кабрера (+ 1105) и Летгарды де Тост, дочери Арнау Мир де Тоста, виконта Ажера. От отца он унаследовал титулы виконта де Жирона и сеньора де Кабрера, а от матери — виконта Ажера.

## При дворе графов Барселоны
Хотя 1105 год отмечен как дата, когда он стал виконтом Кабреры (дата смерти его отца), Собрекес упоминает, что он уже носил этот титул за годы до смерти своего отца Понсе I де Кабрера. Смена поколений была прогрессивной, между Понсе I и Хиральдо II. Настолько, что в спорах между дворянскими партиями после братоубийства Рамона Беренгера II его братом Беренгером Рамоном II Хиральдо уже сопровождал своего отца в «партии здравомыслия», которая пыталась установить мир между сталкивающимися фракциями. Позже отец и сын присутствовали на дворянском совете в сопровождении Рамона Беренгера III. Хотя, достигнув совершеннолетия, он постепенно отказался от советников, доставшихся ему в наследство от дяди, и окружил себя собственными доверенными людьми. Этот факт исключил Понсе I, а Хиральдо II остался в совете. Навстречу новому графу Хиральдо присягнул бы ему на верность замкам Бланес, Аргимон и Кабрера, точно таким же, которые фигурировали в пакте, который их родители подписали в 1071 году. Однако на этот раз Хиральдо добавил силы города Жироны.
Около 1094 года, когда готовилось завоевание Балагера, Ажер был воздвигнут в центре виконтства под названием Виконтство Нижний Урхель, которое было передано Хиральдо, внуку Арнау Мир де Тоста. В своем завещании от 1132 года этот виконт уже называл себя виконтом Ажерским. Таким образом, Хиральдо оказался вынужден признавать вассалитет от двух графов: с одной стороны, Эрменголу IV, графу Урхельскому, от которого зависело виконтство Ажер, а с другой стороны, Рамону Беренгеру III, графу Барселонскому, от кого это зависело виконтство Жирона.

## Завоевание Балагера
Герау де Кабрера участвовал вместе с Эрменголом IV и Рамоном Беренгером III в завоевании города Балагер в 1106 году, который с тех пор стал столицей графства Урхель. Сотрудничество, которое имело место, несмотря на напряженные отношения с его сеньором Эрменголом IV.

## Завоевание Майорки
Роль Хиральдо II в завоевании Майорки не ясна. Ссылаясь на Тоника, Собрекес утверждает, что в 1114 году Хиральдо II был одним из сеньоров, которые сопровождали Рамона Беренгера III в его экспедиции на Балеарские острова. Но у того же автора, в другом своем произведении, используя Мизе как источник, он продолжает как одного из рыцарей, которых граф Барселонский оставил на материке для защиты графств от возможных нападений. И в вере, что это было необходимо, учитывая различные вторжения, совершенные Альморавидами, которые достигли ворот Барселоны. Этот последний вариант также защищается в Каталонской энциклопедии, помещая его с виконтом в качестве лейтенантов графа Барселоны.

## Брак и потомство
Он женился на Эльвире и Эстефании. С Эльвирой у него было:
- Понсе Хиральдо де Кабрера (+ 1162), сменивший его
- Арсенда, вышедшая замуж за Эрменгола VI, графа Урхельского
- Хиральдо, сеньор Монтсона и Вентоса
- Бернар
- Питер

Собрекес упоминает о существовании третьего брака, последнего, с Гельвирой, дамой из Леона. Возможно, что эта Гельвира была Эльвирой, упомянутой в Каталонской энциклопедии (по сходству), и поэтому для третьей спорящей женщины существует другое имя.